# Distrito electoral de Gracy (condado de Rock, Nebraska)
Gracy (en inglés: Gracy Precinct) es un distrito electoral ubicado en el condado de Rock en el estado estadounidense de Nebraska. En el Censo de 2010 tenía una población de 24 habitantes y una densidad poblacional de 0,1 personas por km².

## Geografía
Gracy se encuentra ubicado en las coordenadas 42°8′56″N 99°21′11″O / 42.14889, -99.35306. Según la Oficina del Censo de los Estados Unidos, Gracy tiene una superficie total de 247.33 km², de la cual 247.26 km² corresponden a tierra firme y (0.03%) 0.06 km² es agua.

## Demografía
Según el censo de 2010, había 24 personas residiendo en Gracy. La densidad de población era de 0,1 hab./km². De los 24 habitantes, Gracy estaba compuesto por el 100% blancos, el 0% eran afroamericanos, el 0% eran amerindios, el 0% eran asiáticos, el 0% eran isleños del Pacífico, el 0% eran de otras razas y el 0% pertenecían a dos o más razas. Del total de la población el 0% eran hispanos o latinos de cualquier raza.